# Solvent

Molecule de apă (care este un solvent polar) solvatând un ion de sodiu

Solvenții (câteodată denumiți diluanți) sunt acei compuși chimici, de cele mai multe ori lichide, dar pot fi și gaze sau solide, în care se pot dizolva substanțele chimice cu care intră în contact. Acest proces de solubilitate poate fi de diferite grade în funcție de raportul de dizolvare și temperatura la care are loc procesul.

## Clasificare
Solvenții lichizi pot fi:
- apa
- solvenții organici: toluen, benzol, acetonă, alcool, benzină, eter

Solvenții se pot diferenția prin:
- punct de topire
- punct de fierbere
- punct de aprindere
- punct de evaporare
- aciditate
- viscozitate
- polaritate